# Liste der Adelsgeschlechter Österreichs unter der Enns/I–Q
Dies ist der zweite Teil der Liste der Adelsgeschlechter Österreichs unter der Enns.
Sie enthält die bedeutendsten Adelsfamilien aus Österreich unter der Enns, das umfasst das heutige Niederösterreich und Wien, und zwar jene Geschlechter, die in die Landstände aufgenommen wurden.
siehe auch:
- Erster Teil: Liste der Adelsgeschlechter Österreichs unter der Enns/A–H (Einleitung)
- Dritter Teil: Liste der Adelsgeschlechter Österreichs unter der Enns/R–Z

| Inhaltsverzeichnis A B C D E F G H I J K L M N O P Q R S T U V W X Y Z |

## I
| Name                                                                            | Stand, Titel, Zeitraum       | Stammsitz/Ursprung Gebiet                                                            | Persönlichkeiten Anmerkungen     | Wappen |
| Idunspeugen Idungspeugen, Idunspeuger, Idungspeuger, Jedenspeigen, Jedenspeugen | HR Mi Hr?; 13. Jh.–17. Jh.   | altes niederöst.-steirisches Adelsgeschlecht, Jedenspeigen mit Schloss Jedenspeigen  |                                  |        |
| Imbsen                                                                          | H 1717; Frh ?–1800??         | altes westfäl. Geschlecht, s. Prosetín u Bystřice nad Pernštejnem                    | Johann Theodor von Imbsen        |        |
| Imendorfer                                                                      | R ; 1270–1390?               |                                                                                      |                                  |        |
| Imsland                                                                         | HR ; Frh                     |                                                                                      |                                  |        |
| Innerseer                                                                       | R ; Ri ?–1644                | Schloss Innersee, oberöst. Geschlecht                                                |                                  |        |
| Innpruck Innprucker                                                             | R ; Ri 1165–1640?            | altes öst. Rittergeschlecht, Wiener Patrizier                                        |                                  |        |
| Isem Ysem; Hr auf Großpoppen, Wiesenreuth                                       | R 1639; H 1640, Hr ?–um 1670 | Isums?, ostfries. Geschlecht                                                         |                                  |        |
| Isolani                                                                         | H 1637; Gf vor 1380–1640?    | Tribuswinkel, Zypriot. Geschlecht, dann in Bologna ansässig, ein Teil ging nach Görz | Johann Ludwig Hektor von Isolani |        |

| Inhaltsverzeichnis A B C D E F G H I J K L M N O P Q R S T U V W X Y Z |

## J
| Name                                                               | Stand, Titel, Zeitraum    | Stammsitz/Ursprung Gebiet                                                       | Persönlichkeiten Anmerkungen                                   | Wappen |
| Jagenreuter Jagenreutter, Jägenreut(t)er zu Pernau                 | - ; Ri Frh? 1110–1716     | z. B. Schloss Altenhof, bayer. Ritter, oö. Geschlecht, nicht im nö. Ritterstand |                                                                |        |
| Jedenspeugen, siehe Idunspeugen                                    | R ; Ri vor 1295–nach 1629 | Jedenspeigen                                                                    |                                                                |        |
| Jörger von Tollet Jörger                                           | H 1577?; Gf 13. Jh.–1772  | oberöst. Geschlecht                                                             |                                                                |        |
| Saint-Julien (Adelsgeschlecht) Julien (St.)                        | H nach 1610; Gf           | aus Frankreich stammend, seit 1610 in Österreich.                               | Franz Xaver von Saint-Julien, Clemens von Saint-Julien-Wallsee |        |
| Julini Giulini                                                     | R 1635; Ri ?–um 1715      | Lanzendorf, Loosdorf (VUMB); Mailänder Bankiers, seit 1633 in NÖ                |                                                                |        |
| Juritschiz Freiherr zu Güns, Herrn auf Forchtenstein und Hornstein | H 1524; Frh               | kroatisch-krainer Geschlecht                                                    |                                                                |        |

| Inhaltsverzeichnis A B C D E F G H I J K L M N O P Q R S T U V W X Y Z |

## K
| Name                                                          | Stand, Titel, Zeitraum            | Stammsitz/Ursprung Gebiet                                                                                   | Persönlichkeiten Anmerkungen                                              | Wappen |
| Kadauer Herren von Kadau, Chadau, Kattau                      | H †; Mi Hr 11. Jh.-nach 1530      | Kattau, altes Ministerialengeschlecht                                                                       |                                                                           |        |
| Kahlenberger, Kalenberger                                     | R †; Mi 13. Jh.-nach 1530         | Kahlenberg kaiserl. Forst- und Waldmeister                                                                  |                                                                           |        |
| Kainach Kainacher                                             | H 1613; Frh 11. Jh.-nach 1650?    | Schloss Alt-Kainach, altes steirisches Geschlecht                                                           |                                                                           |        |
| Kaiserstein Kaiser von Kaiserstein, Kayserstein               | R 1629; H ; Frh 1665; RGf† 1608–  | im 16. Jahrhundert aus der Kurpfalz nach Bayern, von dort nach Österreich                                   | Johann Franz von Kaiserstein, Johann Wenzel von Kaiserstein               |        |
| Kaltschmied Kaldtschmied von Eisenberg                        | R 1647; Frh 1640?-nach 1780?      | Chorin, elsäss. Familie, österr. Geschlecht                                                                 | Johann Baptist Kaldtschmied von Eisenberg                                 |        |
| Kapeller Herren von Capellen                                  | H †; Mi Hr 12.–15. Jh.            | Kappling bei Gunskirchen, altes Ministerialengeschlecht                                                     | Ulrich II. von Kapellen                                                   |        |
| Karling Karlinger Charlinger                                  | R †; Ri Frh 1290–1605             | Burgruine Fragenstein, Tiroler Adel, seit ca. 1450 in NÖ                                                    |                                                                           |        |
| Kastner von Sigmundslust Castner auf C/Kastenstein            | R 1687; Ri                        | Schloss Sigmundslust, Schloss Traunegg (Veste Thal), Tiroler Rittergeschlecht                               | Andreas Castner von Sigmundslust                                          |        |
| Katzenstein, -er                                              |                                   | | Johann Baptist von Katzenstein                                            |        |
| Kauffmann zu Jaidtendorf heute Maria Jeutendorf               | R 1522; Ri 1400?–1665?            | schwäbische Familie, dann in Tirol (Bergbau), seit ca. 1500 in NÖ/Wien                                      | Johann Kauffmann, 1515 Wr. Bürgermeister                                  |        |
| Kaunitz                                                       | H ; Fü Gf 1339–1848               | altes böhm. Geschlecht, zwei Linien                                                                         | Wenzel Anton von Kaunitz-Rietberg, Aloys von Kaunitz-Rietberg             |        |
| Kauthen auf Kirchberg und Freyling                            | R 1688 H 1737; Gf, Frh 1646?–1768 | Mautner, 1646 oö Ritterstand                                                                                |                                                                           |        |
| Kees                                                          | R 1765; Ri 1764–nach 1800?        | nobilitierte Beamte                                                                                         | Georg von Kees                                                            |        |
| Kempfen von Angret                                            | Frh                               | |                                                                           |        |
| Kemptner; Kernparn; Kerschberger                              |                                   | |                                                                           |        |
| Ketelhodt                                                     | H ; Frh 1230–heute                | westfäl. Uradel                                                                                             |                                                                           |        |
| Khager von Tauburg                                            |                                   | |                                                                           |        |
| Khevenhüller                                                  | H ; Fü Gf 1330–                   | Kevenhüll, Burg Landskron, altes Kärntner Geschlecht                                                        | Sigmund Friedrich von Khevenhüller, Johann Joseph von Khevenhüller-Metsch |        |
| Khisl von Kaltenbrunn Zwickel genannt Khisl (Adelsgeschlecht) | H 1624; Gf Frh 1554–1691          | Schloss Kaltenbrunn, Schloss Kieselstein, Burg Marburg, krain. Adel                                         | Veit Khisl, Johann Khisl, Johann Jacob Khisl, Georg Khisl                 |        |
| Khuen von Belasy                                              | H 1573; Gf Frh 1111–heute         | Burg Neulengbach, Tiroler Geschlecht, öst.-böhm. Adel                                                       |                                                                           |        |
| Khuenburg Küenburg Kuenburg                                   | H 1600; Gf 1140–20. Jh.           | Deinsdorf, seit 1388 Burgruine Khünburg, aus Kärnten stammend                                               | Marcellina von Kuenburg ?                                                 |        |
| Kielmannsegg Kielmansegg, Kielmannseck                        | R 1579; Gf, Frh um 1500–heute     | Schloss Oberhöflein, zwei verschiedene Geschlechter, die österr. Linie ist um 1730 erloschen                | Andreas von Kielmannseck                                                  |        |
| Kienberger                                                    | ? Ri, 1250?–1573                  | niederöst. Ritter?                                                                                          |                                                                           |        |
| Kinsky von Wchinitz und Tettau                                | H ; Fü Gf 1237–heute              | böhm. Uradel                                                                                                | Christian von Kinsky, Bertha von Suttner geb. Kinsky                      |        |
| Kirchberg zwei Geschlechter                                   | RH †; Ri Frh                      | niederöst. Ritter (Löwe im Wappen); Freiherrn von Kirchberg zu Ennseck, Viehhofen etc. (rot + Streitkolben) |                                                                           |        |
| Kirchstetter; Klee zu Schwadorf; Kleindienst                  |                                   | |                                                                           |        |
| Kletzel von Altenach                                          | R 1659; Gf ? – nach 1800?         | Schallaburg; elsässer Geschlecht, seit 1651 in NÖ                                                           |                                                                           |        |
| Kleyle                                                        | R ; Ri                            | |                                                                           |        |
| Klingen; Klingenberg; Klumb                                   |                                   | |                                                                           |        |
| Klingfurth Herren von Klingfurth                              | HR †; Hr Ri 1260–vor 1400?        | Veste Lanzenkirchen, Burg Schwarzenbach, lokales Rittergeschlecht                                           |                                                                           |        |
| Kneisl                                                        | H ; Frh                           | |                                                                           |        |
| Koch                                                          | H ; Frh                           | |                                                                           |        |
| Köchler                                                       |                                   | |                                                                           |        |
| Knorr                                                         | R 16; Frh                         | | Georg Christian von Knorr, Christoph Christian von Knorr                  |        |
| Kohary Sachsen-Coburg-Koháry                                  | H 16; Fü Gf 1470–1822             | ungar. Adel, heute weibl. Linie der Sachsen-Coburg                                                          |                                                                           |        |
| Kolb Kolben                                                   | H ; Frh                           | |                                                                           |        |
| Kokorkowetz von Kokorzowa                                     | H ; Gf                            | |                                                                           |        |
| Koller                                                        | R ; Ri                            | |                                                                           |        |
| Kollonitz von Kollograd                                       | R H 1588; Gf 13. Jh.–um 1800?     | kroat.-ungar.-öst. Geschlecht                                                                               | Leopold Karl von Kollonitsch, Sigismund von Kollonitz                     |        |
| Kolowrat Kolowrat-Krakowsky                                   | H 1783; Gf                        | Böhmischer Adel                                                                                             | Johann Kolowrat, Johann Karl Kolowrat-Krakowsky                           |        |
| Kolowrat-Liebsteinsky                                         | H ; Gf                            | | Franz Anton von Kolowrat-Liebsteinsky                                     |        |
| Kölnbeck zu Kölnbach                                          | R ; Ri                            | Schloss Salaberg                                                                                            |                                                                           |        |
| Königsacker Weiß von Königsacker                              | H ; Mi Frh 1664                   | ital. Familie Bianchi da Campo regio, öst. Geschlecht siehe                                                 |                                                                           |        |
| Königsberg Frh zu Sebenstein und Pernstein                    | H 14??; Frh P 1181–1653           | Kunšperk, salzb.-gurker Ministeriale, steir.-niederöst. Geschlecht, nach dem 30-jährigen Krieg erloschen    |                                                                           |        |
| Königsbrunn                                                   | R um 1700; Frh                    | | Hermann von Königsbrunn                                                   |        |
| Königsegg-Aulendorf                                           | H ; Gf 1171–heute                 | Burg Königsegg, altes schwäbisches Geschlecht                                                               | Alfred von Königsegg-Aulendorf                                            |        |
| Königsegg-Rothenfels                                          | H ; Gf 1171–heute                 | Burgruine Rothenfels Linie der Königsegg                                                                    | Joseph Lothar von Königsegg-Rothenfels, wappen ident??                    |        |
| Körner                                                        |                                   | |                                                                           |        |
| Kornfail und Weinfelden                                       | H †; Gf Frh 1330–1778             | Burg aus der Schweiz stammend,                                                                              |                                                                           |        |
| Kranichberg                                                   | H †; Hr 13.–16. Jh.               | Burg Kranichberg Ministeriale der Grafen von Formbach und Pitten                                            |                                                                           |        |
| Kreisbach Creusbach                                           | H †; Hr 1180–1415                 | Schloss Kreisbach                                                                                           | Friedrich von Kreisbach                                                   |        |
| Kremmer; Kren; Kriechbaum                                     |                                   | |                                                                           |        |
| Krisch                                                        | R 1766; Ri                        | nobil. Beamte                                                                                               | Wenzel und Joseph Krisch                                                  |        |
| Cronegg Kronegg                                               | H 1678; Gf                        | Kärntner Adel                                                                                               | Georg André Reichsgraf von und zu Kronegg                                 |        |
| Krottendorfer; Krumbach                                       |                                   | |                                                                           |        |
| Kuefstein Kueffstein                                          | H ; Gf 1180-heute                 | Schloss Greillenstein, alter Tiroler Adel                                                                   | Hans Lorenz von Kuefstein, Johann Ferdinand I. von Kuefstein              |        |
| Kuenringer                                                    | H †; Mi Hr 1132–1594              | | Azzo von Gobatsburg, Hadmar II. von Kuenring, Hadmar III. von Kuenring    |        |
| Küenritz; Kurz                                                |                                   | |                                                                           |        |
| Kulmer                                                        |                                   | |                                                                           |        |
| Kuniz Kuttner von Kuniz und Weissenburg                       |                                   | |                                                                           |        |
| Kurtzrock und Wellingsbüttel Kurzrock und Wellingsbittel      | H 1777; Gf 1587–1921              | thüring. Geschlecht                                                                                         | Maximilian Alexander Joseph von Kurtzrock                                 |        |
| Küttenfelder                                                  |                                   | |                                                                           |        |
| Kutschera Freiherren                                          | R 188?; Frh 1885?–                | 1885 Freiherren                                                                                             | Hugo von Kutschera                                                        |        |

| Inhaltsverzeichnis A B C D E F G H I J K L M N O P Q R S T U V W X Y Z |

## L
| Name                                                       | Stand, Titel, Zeitraum       | Stammsitz/Ursprung Gebiet                                                                      | Persönlichkeiten Anmerkungen                                           | Wappen |
| Lach/Lah;                                                  |                              |                                                                                                |                                                                        |        |
| Lacy                                                       | Gf                           |                                                                                                |                                                                        |        |
| Ladendorfer                                                |                              |                                                                                                |                                                                        |        |
| Lagelberg Laglberg(er)                                     | R -; Ri 1400–nach 1800?      | Harmannsdorf VOMB, Schickenhof?                                                                |                                                                        |        |
| Lamberg                                                    | H ; Gf 13. Jh.–heute         | Schloss Lamberg, Burg Ottenstein, Krainer Uradel                                               | Johann Maximilian von Lamberg, mehrere Bischöfe                        |        |
| Lamparter                                                  |                              |                                                                                                |                                                                        |        |
| Lampl                                                      |                              |                                                                                                |                                                                        |        |
| Landau Grüningen-Landau??, Frh zum Hauß u zu Rappotenstein | Mi Gf, H 1564; Frh 1280–1690 | Nebenlinie aus dem Haus Württemberg                                                            |                                                                        |        |
| Landau zum Thurnhof                                        | -; Ri 1620–?                 | Rektor der Uni Wien, 1620 nobil.                                                               |                                                                        |        |
| Landenberg                                                 | H ; Hr 13. Jh.–1880?         | Schweizer Geschlecht                                                                           | Hermann von Landenberg                                                 |        |
| Lang Edle v Hanstadt??                                     | H ; Frh                      |                                                                                                | Karl Heinrich von Lang ?, Joh Bapt Frh v Lang                          |        |
| Langeisen                                                  | R ?; Ri                      |                                                                                                |                                                                        |        |
| Lanzendorfer                                               |                              |                                                                                                |                                                                        |        |
| Herren von Lanzenkirchen                                   | R †; Ri 1130–?               | lokales Rittergeschlecht?                                                                      |                                                                        |        |
| Lappitz Lappiz zu Seisseneck Schloss Seisenegg?, Zeillern  | R †; Ri um 1400–1614         | Edelsitz Lappitz bei Wang, Reinsperg, kroat. Familie, ursprüngl. Cuzal, Kusal, öst. Geschlecht |                                                                        |        |
| Laßberg Lassberg                                           | H ; Gf um 1320–nach 1780     | Burgruine Dornach aus Lasberg, Schloss Ochsenburg                                              |                                                                        |        |
| Lasotha                                                    | Ri                           | schlesisches Geschlecht                                                                        |                                                                        |        |
| Laveran von Hinsberg                                       | R ; Ri                       |                                                                                                |                                                                        |        |
| Lehner; Leiben; Lempach                                    |                              |                                                                                                |                                                                        |        |
| Lembsitz Lemsitz?                                          |                              | Burg Lemsitz? bei St. Stefan ob Stainz                                                         |                                                                        |        |
| Lempruch                                                   | H ; Frh                      |                                                                                                |                                                                        |        |
| Lengheim, Lengheimb, Lenghaimb                             | H ; Gf                       |                                                                                                |                                                                        |        |
| Lichtenstern Liechtenstern?                                | R 16; Ri                     |                                                                                                | Theodor von Liechtenstern                                              |        |
| Liebenberg de Zsittin                                      | R ; Ri                       |                                                                                                | Adolf Ritter von Liebenberg                                            |        |
| Liechtenstein                                              | A H ; Fü 1136–heute          | Burg Liechtenstein, altes österr.-böhm. Geschlecht, heute Fürsten von Liechtenstein            | Heinrich I. von Liechtenstein, Johann Adam I. Andreas (Liechtenstein), |        |
| Lindegg                                                    | R ; Frh                      |                                                                                                |                                                                        | ?      |
| Lobkowicz                                                  | H ; Fü vor 1400–heute        | altes böhm. Geschlecht, mehrere Linien                                                         | Georg Christian von Lobkowitz, Michal Lobkowicz                        |        |
| Locatelli von Eulenburg und Schönfeld                      | H 1604?; Gf 13. Jh.–heute?   | Schloss Immendorf, Adel aus Bergamo, drei Linien                                               |                                                                        |        |
| Löwenstein-Wertheim                                        | H 16; Fü nach 1460–heute     | morganatische Nebenlinie der Wittelsbacher, evang. und kath. dann fürstliche Linie             | Ludwig I. von Löwenstein, Christian Philipp von Löwenstein-Wertheim    |        |
| Löwenthal                                                  | R 1830; Ri                   | badische Familie                                                                               | Johann von Löwenthal                                                   |        |
| Löhr                                                       | H ; Frh?                     | geadelte Ingenieure                                                                            | Moritz von Loehr                                                       |        |
| Losenstein                                                 | A H †; Frh?? um 1100–1692    | Burg Losenstein, Schallaburg Ministeriale in Steyr, oberöst. Adelige                           | siehe File:Ingeram Codex 012.jpg, File:Cod.icon 307 00154.jpg          |        |
| Loudon Laudon                                              | H ; Frh                      | Schloss Laudon                                                                                 | Gideon Ernst von Laudon, Johann Ludwig Alexander von Laudon            |        |
| Lubomirski Lubomirsky                                      | H ; Fü 11. Jh.-heute         | poln. Hochadel                                                                                 |                                                                        |        |
| Ludwigstorff                                               | H 1699; Frh Gf 1589–heuite   | Schloss Guntersdorf, urspr. Katzy, nobilitierte Beamte                                         |                                                                        |        |

| Inhaltsverzeichnis A B C D E F G H I J K L M N O P Q R S T U V W X Y Z |

## M
| Name                               | Stand, Titel, Zeitraum     | Stammsitz/Ursprung Gebiet                                      | Persönlichkeiten Anmerkungen                                            | Wappen |
| Mack                               | R ; Ri                     |                                                                |                                                                         |        |
| Mannagetta Managetta und Lerchenau | R 1637 ?; Ri Frh ?–heute?  | ital. Patrizier, öst.-böhm. Geschlecht                         | Johann Wilhelm Mannagetta, Johann Wilhelm Mannagetta von Lerchenau      |        |
| Mayenberg                          | R ; Frh                    |                                                                |                                                                         |        |
| Mauerberg                          | R Ri                       |                                                                |                                                                         |        |
| Mayr von Melnhof                   | R 18??; Frh 1859–heute     | steirische Industrielle und Forstwirte                         | Franz Mayr, Franz II. Mayr von Melnhof, Marianne Sayn-Wittgenstein-Sayn |        |
| Meißl                              | R ; Ri?                    | geadelter Künstler                                             | August von Meissl                                                       |        |
| Menshengen                         | H+R ; Frh                  |                                                                |                                                                         |        |
| Meraviglia                         | H ; Gf                     |                                                                | Rudolf Johann von Meraviglia-Crivelli                                   |        |
| Mertens                            | R ; Ri                     |                                                                | Peter von Mertens, Heinrich von Mertens                                 |        |
| Metternich Metternich-Winneburg    | H ; Fü 13. Jh.–1992        | Palais Metternich, rheinländischer Adel                        | Klemens Wenzel Lothar von Metternich                                    |        |
| Metzburg                           | R ; Frh 1690–1889          | aus dem Breisgau, öst.-böhm. Geschlecht                        | Georg Ignaz von Metzburg, Johann Nepomuk von Metzburg                   |        |
| Mitis                              | R ; Ri                     | [ 2 ]                                                          | Ignaz von Mitis                                                         |        |
| Mocenigo                           | HR ; Gf                    | venezianische Patrizier                                        |                                                                         |        |
| Mollard                            | H ; Frh ? – 1800??         | Palais Mollard-Clary, savoy. Geschlecht, seit ca. 1560 in Öst. | Karoline von Fuchs-Mollard                                              |        |
| Montecuccoli Marchese              | H 1623?; 11. Jh.–heute     | Schloss Mitterau, alter italienischer Adel                     | Ernesto Montecuccoli, Raimondo Montecuccoli                             |        |
| Moser von Ebreichsdorf Moser       | R 1635; Frh 1606–nach 1860 | Schloss Ebreichsdorf, niederöst. Beamtenfamilie                | Daniel Moser, Karl Leopold Friedrich Moser von Ebreichsdorf             |        |
| Müller-Hörnstein                   |                            |                                                                |                                                                         |        |
| Münch-Bellinghausen                | H 1861; Gf, Frh            |                                                                | Friedrich Halm                                                          |        |
| Murray de Melgum von Melgum        | H 1740?; Gf ?–1848         | schottisch-wallonisches Geschlecht                             | Joseph Jacob Graf Murray de Melgum                                      |        |

| Inhaltsverzeichnis A B C D E F G H I J K L M N O P Q R S T U V W X Y Z |

## N
| Name                               | Stand, Titel, Zeitraum | Stammsitz/Ursprung Gebiet                                                      | Persönlichkeiten Anmerkungen                                             | Wappen |
| Nádasdy Nádasd                     | H ; Gf vor 1200–heute  | alter ungar. Adel                                                              | Franz III. Nádasdy, Franz Leopold von Nádasdy                            |        |
| Natorp                             | H ; Frh                |                                                                                | Johann Theodor von Natorp?, Franz Willhelm Freiherr von Natorp           |        |
| Neipperg                           | H 17??; Gf 1120–heute  | altes schwäbisches Geschlecht                                                  | Wilhelm Reinhard von Neipperg, Adam Albert von Neipperg                  |        |
| Nesselrode von Landscron           | H 1731; Gf 1303–heute  | Uradel aus Berg                                                                |                                                                          |        |
| Neuhaus Nayhauß (Adelsgeschlecht)? | R ; Gf                 |                                                                                |                                                                          |        |
| Neupauer                           | R ; Ri                 |                                                                                |                                                                          |        |
| Noé-Nordberg                       | – ; Edler 1836         | Schloss Meires, franz. Hugenotten, nobilit. Beamte                             | Margarethe Noé von Nordberg, Maximilian Schell, Maria Schell             |        |
| Norman von Audenhove               | H 1842; Gf 1340–heute  | Sitzenthal?, aus der Normandie stammendes flandrisch, öst.-niederl. Geschlecht |                                                                          |        |
| Nostitz von Rieneck                | H ; Gf 1280–heute      | Lausitzer böhm. Geschlecht                                                     | Johann Hartwig von Nostitz-Rieneck, Friedrich Moritz von Nostitz-Rieneck |        |
| Notthafft , Nothhaft               | H ; Gf 1140–1687       | bayer. Uradel                                                                  | Johann Heinrich Notthafft von Wernberg                                   |        |

## O
| Name                   | Stand, Titel, Zeitraum | Stammsitz/Ursprung Gebiet                                                                                                  | Persönlichkeiten Anmerkungen                            | Wappen |
| Oberhaim               | H ; Hr 1235–17. Jh.    | Schloss Schönau (Niederösterreich) ?, oberöst.-bayr. Geschlecht                                                            | Christoph von Oberhaim                                  |        |
| Odelga                 | R ; Ri                 | | Adolf von Odelga                                        |        |
| Oettingen              | H ; Fü Gf 1147–heute   | altes fränkisch-schwäbisches Adelsgeschlecht; evan. Linie erloschen, drei kath. Linien: Spielberg, Wallerstein und Baldern | Irmengard von Oettingen, Ludwig (Oettingen-Wallerstein) |        |
| Oppersdorff Oppersdorf | H 1552; Gf 1272–heute  | schlesischer Uradel, böhm. Grafen, schles. Frh                                                                             |                                                         |        |
| O Reilly               | H ; Gf                 | |                                                         |        |
| O’Donell von Tyrconell | H ; Frh                | |                                                         |        |
| Orsay                  | H ; Gf                 | Grimaud, Gf von Orsay |                                                         |        |
| Ottenfels              | H ; Frh                | |                                                         |        |
| Otto von Ottenfels     | R ; Ri                 | |                                                         |        |

| Inhaltsverzeichnis A B C D E F G H I J K L M N O P Q R S T U V W X Y Z |

## P
| Name                                                       | Stand, Titel, Zeitraum      | Stammsitz/Ursprung Gebiet                                                                                   | Persönlichkeiten Anmerkungen                                   | Wappen |
| Paar                                                       | H ; Fü 1450–heute           | Schloss Hartberg, Palais Paar, aus Italien stammend, Postmeister                                            | Johann Christoph von Paar, Eduard von Paar                     |        |
| Pálffy von Erdőd                                           | H ; Fü Gf ?–heute??         | Palais Pálffy (Josefsplatz), ungar. Uradel, mehrere Linien                                                  |                                                                |        |
| Palm                                                       | H ; Fü Gf 1419–heute?       | schwäb. Bürger, 1687? nobilit. Bankiers und Diplomaten, fürstl. Linie 1851, freiherrl. Linie 1927 erloschen | Johann David von Palm                                          |        |
| Parsch                                                     | R ; Frh                     | |                                                                |        |
| Passel                                                     | R ; Ri                      | |                                                                |        |
| Peil von Hartenfeld                                        | R ; Ri                      | |                                                                |        |
| Pereira -Arnstein                                          | H ; Frh                     | aus Portugal stammend, seit 1720 in Wien                                                                    | Alexander Salvator von Pereira, Henriette von Pereira-Arnstein |        |
| Pergen                                                     | H ; Gf                      | | Johann Anton von Pergen, Ludwig von Pergen                     |        |
| Perlas Marchese von Billana                                | H ; Frh                     | |                                                                |        |
| Petrovitz -Armis Petrowitz                                 | H ; Gf                      | |                                                                |        |
| Pichelsdorf                                                | H ; Frh                     | |                                                                |        |
| Pidol zu Quintenbach                                       | R ; Ri                      | |                                                                |        |
| Pilgram                                                    | ? ; Frh 1787–1905           | nobilitierte Juristen- und Beamtenfamilie                                                                   | Franz Anton Pilgram, Anton Pilgram (Astronom)                  |        |
| Pillersdorf Piller von Pillersdorf                         | H 1733; Frh 1719–heute?     | mähr. Adel                                                                                                  | Franz von Pillersdorf                                          |        |
| Pilati von Thassul                                         | H 1710?; Gf 1571/1602–heute | Tiroler Adel                                                                                                |                                                                |        |
| Pley von Schneefeld                                        | H ; Frh                     | |                                                                |        |
| Polheim Polhaim                                            | A H ; Gf 1143–1909          | Pollham, altes oberöst. Geschlecht                                                                          | Albero II. von Polheim, Wolfgang von Polheim                   |        |
| Poniatowski Poniatowsky                                    | H ; Fü 1522–heute           | poln. Hochadel                                                                                              | Józef Antoni Poniatowski                                       |        |
| Pöck                                                       | H ; Frh                     | | Friedrich von Pöck                                             |        |
| Pontz Edle von Engelshofen                                 | R ; Ri 1697                 | Schloss Stockern                                                                                            | Franz Anton Leopold Pontz, Kandidus Pontz von Engelshofen      |        |
| Pranckh                                                    | H ; Frh 1135–heute          | Schloss Hof, von 1550 bis 1725?                                                                             | Friedrich von Pranckh                                          |        |
| Prandau                                                    | H ; Frh                     | |                                                                |        |
| Presti Del lo Presti                                       | H ; Frh                     | |                                                                |        |
| Prosky                                                     | R ; Ri                      | |                                                                |        |
| Puchheim Puechhaim, Puchaim, Buecheim, Herren von Puchheim | H †; Ri                     | Schloss Puchheim                                                                                            |                                                                |        |
| Puthon                                                     | R ; Frh?                    | | Viktor von Puthon                                              |        |
| Purkstall                                                  | H ; Gf                      | | Joseph von Hammer-Purgstall?                                   |        |

| Inhaltsverzeichnis A B C D E F G H I J K L M N O P Q R S T U V W X Y Z |

## Q
| Name                                  | Stand, Titel, Zeitraum | Stammsitz/Ursprung Gebiet                      | Persönlichkeiten Anmerkungen      | Wappen |
| Quarient und Raal Quarienti, Guarient | H 1704; Frh 1460–?     | aus Verona stammendes altes Tiroler Geschlecht | Franz Anton von Quarient und Raal |        |
| Questenburg                           | Frh 1275–18. Jh.?      | aus Thüringen                                  | Gerhard von Questenberg           |        |

| Inhaltsverzeichnis A B C D E F G H I J K L M N O P Q R S T U V W X Y Z |

## Erklärung
Erklärung zu den Spalten:
Name: gebräuchlichste Form, auch alternative Namensformen
Stand: im niederösterreichischen Herren- oder Ritterstand, mit Zeitpunkt der Aufnahme
Titel: höchste erlangte Adelstitel (die in Niederösterreich ansässig waren)
Zeitraum: Zeitpunkt der Nobilitierung bis Erlöschen im Mannesstamm
Stammsitz: Stammsitz; Sitze, nach denen einzelne Linien benannt wurden, Sitze in (Nieder)Österreich oder
Gebiet: Ort oder Gebiet, besonders wenn es mehrere gleichnamige Geschlechter gibt
Persönlichkeiten: wichtigste oder bekannteste Personen, bevorzugt mit Bezug zu (Nieder)Österreich; Personenartikel, falls es keinen Artikel zum Geschlecht gibt
Anmerkungen: zusammenfassende Angaben
Erklärung zu sonstigen Angaben:
- keine Angabe oder unbekannt
? Fragezeichen bedeutet unsichere (Jahres)Angaben
~ ungefähr, ungefähre Zeitangabe
kursiv alte Schreibweise
† schon vor 1620 erloschen
H im Herrenstand (mit Jahr der Aufnahme)
R im Ritterstand
A Apostelgeschlecht
P als Protestanten nach 1620 aus dem Land verwiesen und die Güter bzw. Lehen verloren
Fü Fürsten
RGf Gf Reichsgraf(en), Graf(en)
Frh Freiherr(en)
Ri Ritter
Mi Ministeriale
Hr Herren